# 莫里森 (伊利諾伊州)
莫里森（英語：Morrison）是一個位於美國伊利諾伊州懷特塞德縣的城市。根據2010年美國人口普查，該地人口為4188人，而該地的面積約為6.58平方千米。同時該地也是懷特塞德縣的縣治。

## 地理
莫里森的座標為41°48′33″N 80°58′05″W / 41.80917°N 80.96806°W，而該地的平均海拔高度為183米（即600英尺）。